# Јанко Јовановић
Јанко Јовановић (псеудоними Дреновски и Даскал; Равањ, код Богатића, 1901 – Москва, 1939) је био српски комуниста, учесник Шпанског грађанског рата, стрељан током чистке у Москви.

## Биографија
Рођен је 1901. године у Равњу код Богатића, Мачва. У Београду је завршио Вишу педагошку школу. По занимању је био учитељ. Активни члан Комунистичке партије Југославије био је од оснивања 1919. године.
Године 1935. је као вођа мачванских комуниста био упућен на школовање у Москву. Године 1936. из Совјетског Савеза је међу првима отишао као добровољац у Шпански грађански рат, да се бори против Франкових фаланги. Био поручник у једној јединици Интернационалних бригада.
Ухапшен је у Коминтернином хотелу Лукс 3. новембра 1938. године, само неколико недеља пошто се вратио у Москву. У тренутку хапшења радио је као референт у Коминтерни. Истог дана су ухапшени и Владимир Ћопић и Вилим Хорвај.
Марта 1939. године Јосип Броз је Јовановића и друге ухапшене комунисте искључио из КПЈ и оптужио за везе са класним непријатељем, у тренутку када су већ били под паском Коминтерне и кад је било очигледно да им нема спаса. Они су након месец дана скупа стрељани у Москви 19. априла 1939. године.
Јанко Јовановић је рехабилитован у Совјетском Савезу 10. јуна 1958. године.